# 阿拉尔瓦伊莫齐
阿拉尔瓦伊莫齐（Aralvaimozhi），是印度泰米尔纳德邦甘尼亚古马里县的一个城镇。总人口19307（2001年）。

## 人口
该地2001年总人口19307人，其中男性9657人，女性9650人；0—6岁人口1981人，其中男1025人，女956人；识字率74.85%，其中男性为79.02%，女性为70.67%。